# 劉立方
劉立方（英語：Philips L.F Liu，1946年12月11日—），出身台灣的美籍華裔海洋學家，研究海嘯、計算流體力學的專家，以發展COMCOT模式（英語：Cornell Multi-grid Coupled Tsunami model）及COBRAS模式（英語：COnstraint-Based Reconstruction and Analysis System model）。

## 生平
劉立方於1968年獲得國立台灣大學土木工程學系學士，隨即考取公費留美，分別1971年及1974年獲得美國麻省理工學院土木及環境工程研究所碩士及博士，師事水動力學者，亦來自台灣的梅強中教授。
畢業後，被美國康乃爾大學土木與環境工程學系聘任助理教授一職。1979年升格為副教授，1983年正式升格為教授，1985年到1986年間，劉教授出任土木與環境工程學系副主任，至1987年，他擔任土木與環境工程學系本科生課程副院長，在擔任土木與環境工程學院副院長期間，他亦擔任荷蘭代爾夫特理工大學水工實驗室、丹麥技術大學水動力學系、大阪市立大學等校的訪問學者。
2007年4月被台灣國立中央大學地球科學學院水文科學研究所（2008年改名為水文與海洋科學研究所）聘為中大國鼎講座教授。
2009年至2015年6月30日間，他擔任美國康乃爾大學土木與環境工程學系主任，2015年被美國國家工程院延攬擔任院士一職，並擔任康乃爾大學1912級工學講座教授，2016年被台灣中央研究院延攬擔任院士一職，后又被新加坡國立大學聘為行政副校長一職至今。

## 研究
劉立方的研究興趣為海岸與海洋工程学，專攻海水波動理論、海啸動力學、碎波過程、泥沙輸送過程、波浪與結構物相互作用等領域。他在康乃爾大学依據非線性淺水波理論(NLSW)研制的海啸數值模擬COMCOT被多國採用，開發海啸預警系统和海啸高風險區溢淹圖以及用以估算海嘯災害造成的損失。
劉立方研制的另一個數值模擬軟體COBRAS是建立在雷诺時間-平均方程(Reynolds Averaged Navier-Stokes (RANS) equations)的基礎上，也廣為國際採用為海岸結構工程初步設計的工具以及包括由山體滑坡引發的水波等的波浪與固体相互作用的研究工具。

## 獲得獎項及擔任會員
- 美国国家工程院院士
- 台灣中央研究院院士
- 美国地球物理学会会士
- 美国土木工程师协会杰出会員

獲得獎項有:
- 美国土木工程师协会Walter L. Huber
- 土木工程研究奖(1978年)
- 古根海姆奖(1980年)
- 美国土木工程师协会John G. Maffatt & Frank N. Nichol港口与海岸工程奖(1997年)
- 国际海岸工程奖(2004年)
- 洪堡研究奖(2009年)
- 臺灣第十屆海洋貢獻獎（2022年）

## 外部連結
- 新加坡國立大學介紹劉立方副校長（页面存档备份，存于）
- Cornell University CEE professor member Philip L.F-Liu introduce（页面存档备份，存于）